# ハムリン郡区 (アイオワ州オーデュボン郡)
ハムリン郡区 (Hamlin Township) は、アメリカ合衆国アイオワ州オーデュボン郡にある12の郡区の一つである。2000年の国勢調査で、人口は305人だった。

## 地理
ハムリン郡区は92.8平方キロメートル（35.82平方マイル）で、基礎自治体は存在しない。アメリカ地質調査所によると、この郡区にはAdventist、Danish、Seventh Day Adventistの3箇所の霊園が含まれている。